# Keiji Fujiwara
Keiji Fujiwara (jap. 藤原 啓治, * 5. Oktober 1964 in Tokio; † 12. April 2020) war ein japanischer Synchronsprecher (Seiyū), der sowohl als Sprecher für Animes als auch für die japanischen Fassungen von Realfilmen tätig war. Bekannt war er vor allem durch seine Rollen in Crayon Shin-Chan, Fullmetal Alchemist, Hunter × Hunter und Kingdom Hearts.

## Biografie
Geboren wurde Fujiwara in Tokio, wuchs aber in der Präfektur Iwate auf. In der Oberschule war er dort Sänger in einer Band mit Kotaro Furuichi, dem späteren Gitarristen der Band The Collectors. Nach der Schule zog er zurück nach Tokio und ging an die Schauspielschule Bungakuza. Im Laufe der 1980er Jahre spielte er am Theater in mehreren Ensembles. In den 1990ern wurde er von der Synchronsprecheragentur Ken Production engagiert und begann seine Karriere als Seiyū. Seine erste regelmäßige Rolle in einer Fernsehserie war in Yokoyama Mitsuteru Sangokushi. Sein Durchbruch war die Rolle des Hiroshi Nohara in Crayon Shin-Chan ab 1992.
2006 gründete er die Synchronsprecher-Agentur Air Agency und wurde ihr stellvertretender Geschäftsführer. Neben dem Management von Seiyū trat die Firma auch als Hörspiel-Verlag unter dem Namen Air Label auf und Fujiwara wurde als Dialogregisseur tätig, so für Kakkokawaii Sengen! 2010. Ab 2008 war Fujiwara auch regelmäßig Dozent am Japan Newart College.
Im August 2016 musste Fujiwara seine Karriere aus gesundheitlichen Gründen pausieren. Im Juni 2017 kündigte er an, seine Tätigkeit als Sprecher wieder aufzunehmen. Seine Rollen, für die er bis dahin bekannt geworden war, waren bereits mit neuen Sprechern besetzt. Am 12. April 2020 starb Keiji Fujiwara an einer Krebserkrankung im Alter von 55 Jahren.

## Rollen (Auswahl)
- 1992–2016: Crayon Shin-Chan als Harry Nohara/Hiroshi Nohara
- 1995–1996: Bonobono als Araiguma
- 1998–2006: Initial D als Shingo Shōji
- One Piece als Ryokugyu
- 2000–2014: Hajime no Ippo als Tatsuya Kimura
- 2001: Grappler Baki als Katsumi Orochi
- 2002–2003: Die Zwölf Königreiche als Gyōsō Saku
- 2002–2006: MegaMan NT Warrior als PharaoMan
- 2003–2004: Fullmetal Alchemist als Maes Hughes
- 2004: Shin Angyo Onshi als Munsu
- 2004–2011: Sgt. Frog als Paul
- 2005: Final Fantasy VII: Advent Children als Reno
- 2005: Noein: Mō Hitori no Kimi e als Kyōji Koriyama
- 2005–2006: Black Cat als Sven Vollfied
- 2005–2006: Blood+ als Nathan Mahler
- 2005–2006: Eureka Seven als Holland
- 2005–2006: Honey and Clover als Shūji Hanamoto
- 2007: Baccano! als Ladd Russo
- 2007: sola als Takeshi Tsujidō
- 2007–2012: Bakugan – Spieler des Schicksals als Drago
- 2008: Bōnen no Xam’d als Raigyo Tsunomata
- 2008: RD Sennō Chōsashitsu als Eiichirō Kushima
- 2008: Seiyō Kottō Yōgashiten als Keiichirō Tachibana
- 2008–2009: Shikabane Hime als Keisei Tagami
- 2009–2010: Fullmetal Alchemist: Brotherhood als Maes Hughes
- 2010: Arakawa under the Bridge als Sonchō
- 2010: Rainbow: Nisha Rokubō no Shichinin als Nomoto
- 2011: Blood-C als Tadayoshi Kisaragi
- 2011: Merry Nightmare als Tachibanas Vater
- 2011: Blue Exorcist als Shiro Fujimoto
- 2011–2014: Hunter × Hunter als Leorio Paradinight
- 2012: Eureka Seven: AO als Renton Thurston
- 2012–2013: Psycho-Pass als Sakuya Tōgane
- 2013: Attack on Titan als Hannes
- 2013: JoJo’s Bizarre Adventure Part 2: Battle Tendency als Esidisi
- 2013: Outbreak Company: Moeru Shinryakusha als Jinzaburō Matoba
- 2013: Tamako Market als Mamedai Kitashirakawa
- 2015: The Anthem of the Heart als Kazuki Jōshima
- 2015: Shinmai Maō no Testament als Jin Tōjō
- 2015–2016: Ushio to Tora als Shigure Aotsuki
- 2015–2017: Kekkai Sensen als Deldro Brody
- 2019: Final Fantasy 7 Remake als Reno